# Трофонопсис укороченный
Трофонопсис укороченный (Trophonopsis breviata) — морской брюхоногий моллюск из семейства мурексов.

## Описание
Средний размер раковины 7-9 мм, максимальный до 12,5 мм. Окраска варьируется от беловатой, чисто белой или розовой до красно-коричневой. Раковина небольшая с уступчивыми оборотами, с относительно чётким плечом. Спиральная структура образована уплощёнными и широкими рёбрами. На последнем обороте располагается 6-10 спиральных рёбер и 2-5 рёбер на верхних оборотах. В месте пересечения осевых складок и спиральных рёбер иногда образовываются небольшие бугорки. Внешняя губа раковины тонкая, но при этом прочная, равномерно закруглённая, несколько волнистая в соответствии со спиральной структурой. Сифональный вырост практически прямой. Внутренняя губа раковины отстаёт у шейки канала и в основании раковины. Крышечка роговая, обычно не спиральная.

## Ареал
Ареал вида ограничен Чёрным и Мраморным морем и частью Эгейского моря, примыкающей к проливу Дарданеллы (Чанаккале).

## Биология
Обитает на глубинах 20-150 м. На зарослях филлофоры обитают особи с тёмно-красной окраской, имеющей защитное значение. Хищник, питающийся, в основном, мелкими двустворчатыми моллюсками (преимущественно Modiolus phaseolinus), просверливая раковины, впуская в них яд, и поедая раскрывшихся моллюсков. Также может питаться мелкими брюхоногими, включая представителей своего же вида. Имеет прямое развитие без пелагической стадии. Капсулы длиной 2 мм крепятся к субстрату плоским основанием.